# تاندیککولام
تاندیککولام (به لاتین: Thandikkulam) یک منطقهٔ مسکونی در سری‌لانکا است که در استان شمالی (سری‌لانکا) واقع شده‌است.